# Årsjöbäcken

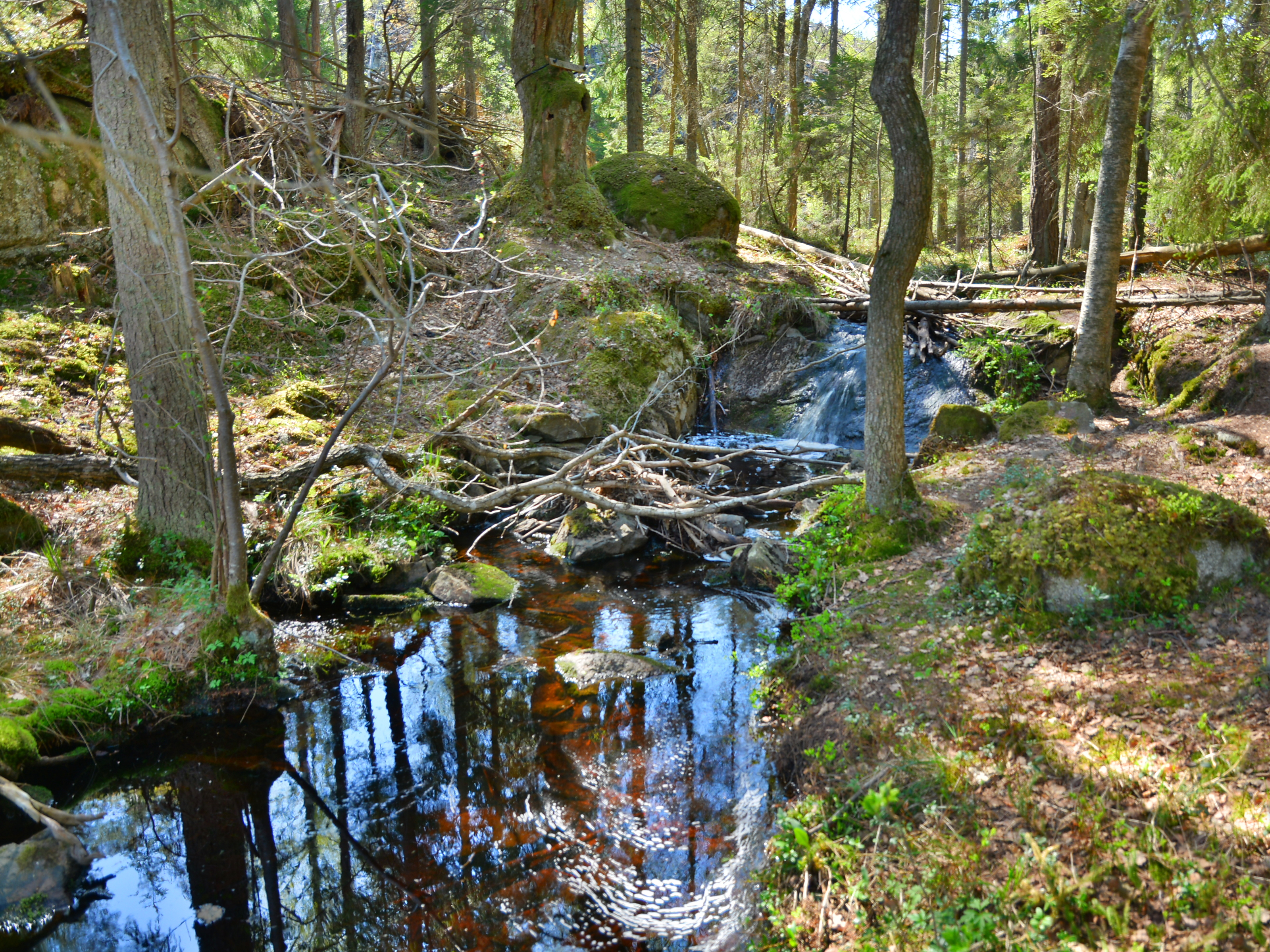
Årsjöbäcken strax innan den går ihop med Mörtsjöbäcken.

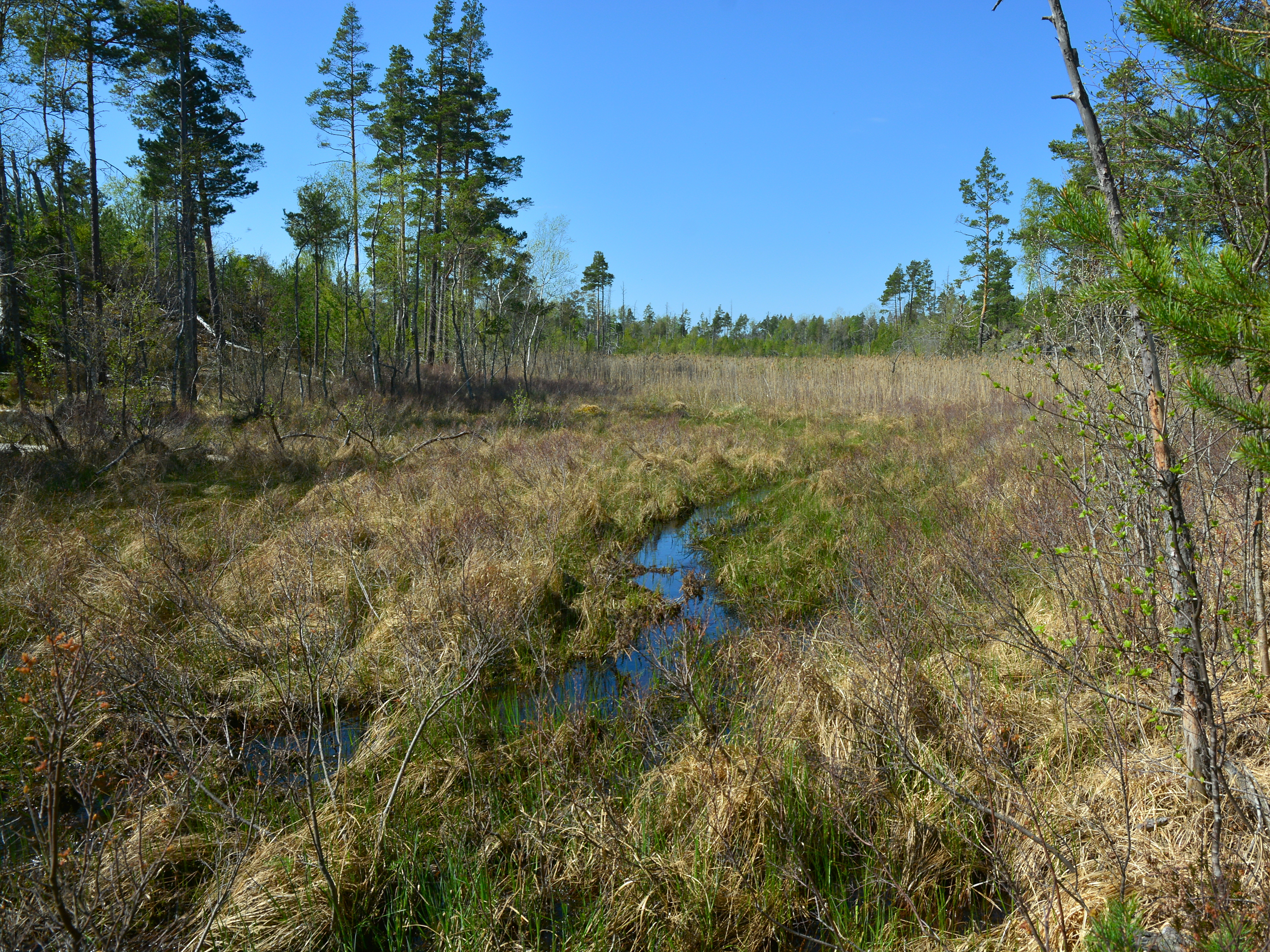
Årsjöbäcken genom torvmossen mellan Årsjön och Stensjön.

Årsjöbäcken är ett vattendrag i Tyresta nationalpark i Haninge kommun som binder samman Årsjön med Åvaåns sjösystem. Årsjöbäcken har en fallhöjd på 16 meter och är ca 2 km lång. Den rinner genom det 1999 brandhärjade området innan den rinner samman med Mörtsjöbäcken vid Löpanträsk. Vattenföringen är relativt liten och vid torrperioder kan bäcken nästan torka ut helt.